# Michel Renquin
Michel Renquin, né le 3 novembre 1955 à Bastogne, est un joueur et entraîneur de football belge.

## Biographie
Michel Renquin est un footballeur belge natif de la province de Luxembourg et y ayant commencé sa carrière. Il passe de la 1re division provinciale luxembourgeoise à la 1re division belge. Il a fait ses débuts dans le petit village de Wibrin. Il est repéré par les recruteurs du Standard de Liège en 1974. Renquin joue jusqu'en 1981 avec les Rouches.
Le 18 mars 1981, lors du match de Coupe UEFA Cologne-Standard, il fait un salut hitlérien en quittant le terrain après avoir été expulsé pour une décision arbitrale qu'il contestait. Ce geste lui coûta une lourde suspension de six matches en Coupe d'Europe.
Pour la saison 1981-1982, il est transféré au RSC Anderlecht mais il n'y joue que 19 matches.
Puis il part en Suisse au Servette de Genève où il reste trois saisons, remportant la Coupe puis le Championnat de Suisse.
Il revient trois saisons au Standard de 1985 à 1988, avant de mettre un terme à sa carrière au FC Sion en 1989.
Renquin a également joué 55 fois avec les Diables Rouges.
Après avoir raccroché les crampons, Michel Renquin a été entraîneur dans de nombreux clubs. Il a dirigé, entre autres, le Servette FC, les espoirs suisses, l'OGC Nice (en Division 2), SR Delémont ou le Royal Excelsior Virton. Il entraîne le FC Bleid depuis 2008 jusqu'à son limogeage le 25 octobre 2009. En janvier 2010, il annonce son retour au Royal Excelsior Virton en tant que manager sportif.
Après une saison sabbatique, il reprend, à l'été 2013 les commandes sportives du Léopold Club Bastogne, où il avait déjà été actif précédemment. Le club évolue alors en P1 luxembourgeoise (5e niveau).

### Bref épisode politique
En mars 2014, Mischaël Modrikamen annonce que Michel Renquin conduira dans son arrondissement électoral la liste présentée par le parti populaire pour les élections législatives du 25 mai 2014. Ce choix fait "parler" puisque le parti concerné est étiqueté "droite populiste". Par la suite, l'ex-Diable Rouge non élu ne cachera pas sa déception non quant aux résultats mais, en raison des us et coutumes du milieu politique.

## Palmarès
- Vainqueur Coupe de Belgique - Standard de Liège - 1980 - 1981
- Vainqueur Coupe de la Ligue Pro - Standard de Liège - 1975
- Vainqueur Coupe de Suisse - Servette Genève - 1983 - 1984
- Vainqueur Championnat Suisse - Servette Genève - 1984 - 1985
- 55 sélections en équipe Nationale de Belgique
- Lauréat du Mérite Sportif Belge 1980